# Izomer
U kemiji, izomeri su molekule ili poliatomski ioni s identičnom molekulskom formulom – to jest, istim brojem atoma svakog elementa – ali različitim rasporedom atoma u prostoru. Izomerija se odnosi na postojanje ili mogućnost izomera.
Izomeri nemaju nužno slična kemijska ili fizikalna svojstva. Dva glavna oblika izomerije su strukturna, odnosno konstitucionalna izomerija, u kojoj se veze između atoma razlikuju; i stereoizomerija (ili prostorna izomerija), u kojoj su veze iste, ali se relativni položaji atoma razlikuju.
Izomerni odnosi tvore hijerarhiju. Dva spoja mogu biti isti konstitucijski izomer, ali nakon dublje analize jedna drugoj biti stereoizomeri. Dvije molekule koje su jedna drugoj isti stereoizomer mogu biti u različitim konformacijskim oblicima ili biti različiti izotopolozi. Dubina analize ovisi o području proučavanja ili kemijskim i fizikalnim svojstvima od interesa.
Riječ "izomer" je skovan od grčkog ἰσόμερoς isómeros, s korijenima isos = "jednak", méros = "dio".
Također postoji pojam homomeri. To su spojevi identičnih struktura.

## Podjela izomera
Izomeri su podijeljeni u dvije osnovne skupine:
- konstitucijski ili strukturni
- stereoizomeri

Stereoizomeri se dalje dijele po kriterijima:
- Energijski kriterij:
  - Konformacijski izomeri - Rotameri / Konformeri
  - Konfiguracijski izomeri
- Simetrijski kriterij:
  - Enantiomeri
  - Dijastereomeri

Dodatna izomerija:
- Spinska izomerija
- Strukturni izotopomerizam

## Konstitucijski izomeri
Konstitucijski izomeri (ili zastarjelo: strukturni izomeri) su spojevi koji se razlikuju po redoslijedu vezivanja; njihovi su atomi povezani na različit način.
Konstitucijski izomeri dijele se na:

### Skeletni izomeri
Skeletni izomeri su strukturni izomeri koji se međusobno razlikuju po atomima i vezama za koje se smatra da čine "kostur" molekule.
Na primjer postoje tri skeletna izomera pentana: 

Ako je kao u ovom slučaju kostur acikličan onda se može koristiti izraz lančana izomerija.

### Položajni izomeri / Regioizomeri
Položajni izomeri (također regioizomeri ) su strukturni izomeri za koje se može smatrati da se razlikuju samo po položaju funkcionalne skupine, supstituenta ili neke druge značajke na istoj "roditeljskoj" strukturi.
Primjeri:

Također: α-linolenska i γ-linolenska kiselina, obje oktadekatrienske kiseline od kojih svaka ima tri dvostruke veze, ali na različitim položajima duž lanca.

### Funkcijski izomeri
Funkcijski izomeri su strukturni izomeri koji imaju različite funkcijske skupine, što rezultira značajno različitim kemijskim i fizikalnim svojstvima.

Još jedan primjer su etanol i dimetil-eter.

### Tutomeri
Tautomeri su strukturni izomeri koji se lako međusobno pretvaraju, tako da dvije ili više vrsta koegzistiraju u ravnoteži, kao što je
H−X−Y=Z  {\displaystyle {\ce {<=>}}} X=Y−Z−H
Važni primjeri su keto-enolna tautomerija i ravnoteža između neutralnih i zwitterionskih oblika aminokiselina.

## Stereoizomeri
Stereoizomeri imaju iste atome ili izotope povezane vezama iste vrste, ali se razlikuju u relativnom položaju tih atoma u prostoru. Postoje dvije široke vrste stereoizomera, enantiomeri i dijastereomeri. Enantiomeri imaju identična fizikalna svojstva, ali dijastereomeri nemaju.

### Enantiomeri
Za dva se spoja kaže da su enantiomeri ako su njihove molekule zrcalne slike jedna druge, koje se ne mogu podudarati samo rotacijama ili translacijama - poput lijeve i desne ruke. Oni su nepreklopljivi. Za ta dva oblika kaže se da su kiralni.
Uvjet za kiralnost:
- Asimetrično supstituiran atom, tzv. kiralno središte
- Asimetrija molekule
- Nemogućnost prelaska iz kiralne konformacije u akiralnu - konformacijska enantiomerija
- Aleni - asimetrično supstituirani

Enantiomeri se ponašaju identično u kemijskim reakcijama, osim kada reagiraju s kiralnim spojevima ili u prisutnosti kiralnih katalizatora , kao što je većina enzima. Zbog ovog posljednjeg razloga, dva enantiomera većine kiralnih spojeva obično imaju izrazito različite učinke i uloge u živim organizmima.
Svaki enantiomer kiralnog spoja tipično rotira ravninu polarizirane svjetlosti koja prolazi kroz njega. Rotacija ima istu veličinu, ali suprotna značenja za dva izomera, i može biti koristan način razlikovanja i mjerenja njihove koncentracije u otopini.

### Dijastereomeri
Stereoizomeri koji nisu enantiomeri nazivaju se dijastereomeri . Neki dijastereomeri mogu sadržavati kiralni centar, neki ne. 
Najpoznatiji dijastereomeri su cis/trans izomeri.
Dijastereomeri su također spojevi s više kiralnih centara koji se ne razlikuju potpuno po njihovim konfiguracijama. 

## Dodatne izomerije

### Izotopomeri
Različiti izotopi istog elementa mogu se smatrati različitim vrstama atoma kada se nabrajaju izomeri molekule ili iona. Zamjena jednog ili više atoma njihovim izotopima može stvoriti više strukturnih izomera i/ili stereoizomera iz jednog izomera.
Na primjer, zamjena dva atoma običnog vodika (1H) pomoću deuterija (2H ili D) na molekulu etana daje dva različita strukturna izomera, ovisno o tome jesu li obje supstitucije na istom ugljiku (1,1-dideuteroetan, HD2C−CH3) ili jedan na svakom ugljiku (1,2-dideuteroetan, DH2C−CDH2); kao da je supstituent klor umjesto deuterija. Dvije molekule se međusobno ne pretvaraju lako i imaju različita svojstva.
Drugi primjer bi bila zamjena jednog atoma deuterija za jedan od vodika u klorfluormetanu (CH2ClF). Iako izvorna molekula nije kiralna i ima jedan izomer, supstitucija stvara par kiralnih enantiomera CHDClF, koji se mogu razlikovati (barem u teoriji) po njihovoj optičkoj aktivnosti.
Ova dva izomera bila bi identična da su svi izotopi svakog elementa zamijenjeni jednim izotopom, tad se oni opisuju kao izotopomeri ili izotopski izomeri. U gornja dva primjera ako svi D zamijenjeni su sa H, oba bi dideuteroetana postala etan, a oba deuteroklorfluormetana bi postala CH2ClF.
Koncept izotopomera razlikuje se od izotopologa ili izotopskih homologa, koji se razlikuju po svom izotopskom sastavu. Na primjer, C2H5D i C2H4D2 su izotopolozi, a ne izotopomeri, te stoga nisu izomeri jedan drugome.

### Spinski izomeri
Druga vrsta izomerije koja se temelji na nuklearnim svojstvima je spinska izomerija, gdje se molekule razlikuju samo u relativnim spinskim magnetskim kvantnim brojevima ms konstitutivnih atomskih jezgri. Ovaj fenomen je značajan za molekularni vodik, koji se može djelomično razdvojiti u dva dugotrajna stanja opisana kao spinski izomeri ili nuklearni spinski izomeri: paravodik, sa spinovima dviju jezgri usmjerenih u suprotnim smjerovima, i ortovodik , gdje vrtnje pokazuju u istom smjeru.

## Uporaba
Izomeri koji imaju različita biološka svojstva su uobičajeni; na primjer, položaj metilnih skupina. U supstituiranim ksantinima, teobromin, koji se nalazi u čokoladi, je vazodilatator s nekim učincima zajedničkim s kofeinom; ali, ako se jedna od dvije metilne skupine pomakne na drugu poziciju na jezgri s dva prstena, izomer je teofilin, koji ima različite učinke, uključujući bronhodilataciju i protuupalno djelovanje. 
Drugi primjer ovoga javlja se u stimulansima na bazi fenetilamina. Fentermin je nekiralni spoj sa slabijim učinkom od amfetamina. Koristi se kao lijek za smanjenje apetita i ima blaga ili nikakva stimulativna svojstva. Međutim, alternativni raspored atoma daje dekstrometamfetamin, koji je jači stimulans od amfetamina.
U medicinskoj kemiji i biokemiji, enantiomeri su posebna briga jer mogu imati različitu biološku aktivnost. Mnogi preparativni postupci daju smjesu jednakih količina oba enantiomerna oblika. U nekim slučajevima, enantiomeri se odvajaju kromatografijom pomoću kiralnih stacionarnih faza. Također se mogu odvojiti stvaranjem dijastereomernih soli. U drugim slučajevima razvijena je enantioselektivna sinteza.
Kao anorganski primjer, cisplatin važan je lijek koji se koristi u kemoterapiji raka, dok trans-izomer (transplatin) nema korisnu farmakološku aktivnost.

## Povijest
Izomerija je prvi put uočena 1827. godine, kada je Friedrich Wöhler pripremio srebrov cijanat i otkrio da, iako njegov elementarni sastav AgCNO bio je identičan srebrovom fulminatu (koji je prethodne godine pripremio Justus von Liebig), njegova su svojstva bila različita. Ovo otkriće dovelo je u pitanje tadašnje kemijsko razumijevanje, prema kojem se kemijski spojevi mogu razlikovati samo ako se njihov elementarni sastav razlikuje. (Sada znamo da se vezne strukture fulminata i cijanata mogu približno opisati kao O−N+≡C− i O=C=N−)
Dodatni primjeri pronađeni su u narednim godinama, kao što je Wöhlerovo otkriće iz 1828. da urea ima isti atomski sastav (CH4N2O) kao kemijski različit amonijev cijanat. (Sada se zna da su njihove strukture (H2N)2C=O i [NH4+][O=C=N−]).
Godine 1830. Jöns Jacob Berzelius uveo je pojam izomerija da bi opisao fenomen.
Godine 1848. Louis Pasteur primijetio je da kristali vinske kiseline imaju dvije vrste oblika koji su zrcalne slike jedan drugoga. Odvajajući kristale rukom, dobio je dvije verzije vinske kiseline, od kojih bi svaka kristalizirala samo u jednom od dva oblika, i zakretala ravninu polarizirane svjetlosti za isti stupanj, ali u suprotnim smjerovima..
Godine 1860. Pasteur je izričito pretpostavio da bi molekule izomera mogle imati isti sastav, ali različit raspored svojih atoma